# Mariborska koča
Mariborska koča je planinska koča, ki leži na mali planoti na južni strani Pohorja pod Reškim vrhom (1142 m) in Ledinekovim koglom (1182 m). Zgrajena je bila leta 1911 in je bila med NOB požgana. Upravlja jo PD Matica Maribor, ima 16 postelj in 30 skupnih ležišč.

## Dostopi
- Po regionalni cesti Hoče-Areh, od katere se odcepi na desno cesta proti Bolfenku
- 3h : Gondolska žičnica Maribor-Bolfenk (po SPP prek Poštele in Bolfenka)

## Prehodi
- ½h : Mariborski razglednik (1147 m)
- ¾h : Bolfenk (1044 m)
- 1h : Ruška koča pri Arehu (1246m)